# Campionati francesi di sci alpino 1998
I Campionati francesi di sci alpino 1998 si svolsero a Serre Chevalier dal 18 al 22 marzo. Il programma incluse gare di discesa libera, supergigante, slalom gigante, slalom speciale e combinata, sia  maschili sia femminili.
Trattandosi di competizioni valide anche ai fini del punteggio FIS, vi parteciparono anche sciatori di altre federazioni, senza che questo consentisse loro di concorrere al titolo nazionale francese.

## Risultati

### Uomini

#### Discesa libera
| Pos. | Atleta                 | Nazione       | Tempo   |
| ---- | ---------------------- | ------------- | ------- |
| 1    | Nicolas Burtin         | Francia       | 1:14,71 |
| 2    | Jean-Luc Crétier       | Francia       | 1:15,00 |
| 3    | Luc Alphand            | Francia       | 1:15,20 |
| 4    | Antoine Dénériaz       | Francia       | 1:15,28 |
| 5    | Robin Marullaz         | Francia       | 1:15,49 |
| 6    | Cédric Meilleur        | Francia       | 1:15,71 |
| 7    | Pierre-Emmanuel Dalcin | Francia       | 1:16,00 |
| 8    | Frédéric Marin-Cudraz  | Francia       | 1:16,10 |
| 9    | Rolf von Weissenfluh   | Svizzera      | 1:16,12 |
| 10   | Jürgen Hasler          | Liechtenstein | 1:16,27 |

Data: 18 marzo

#### Supergigante
| Pos. | Atleta                   | Nazione | Tempo   |
| ---- | ------------------------ | ------- | ------- |
| 1    | Sébastien Fournier-Bidoz | Francia | 1:20,41 |
| 2    | Jean-Luc Crétier         | Francia | 1:20,61 |
| 3    | Jeff Piccard             | Francia | 1:20,62 |
| 4    | Antoine Dénériaz         | Francia | 1:20,73 |
| 5    | Frédéric Marin-Cudraz    | Francia | 1:21,11 |
| 6    | Freddy Rech              | Francia | 1:21,20 |
| 7    | Robin Marullaz           | Francia | 1:21,35 |
| 8    | Adrien Duvillard         | Francia | 1:21,41 |
| 9    | Benjamin Melquiond       | Francia | 1:21,58 |
| 10   | Patrice Manuel           | Francia | 1:21,61 |

Data: 20 marzo

#### Slalom gigante
| Pos. | Atleta            | Nazione | Tempo   |
| ---- | ----------------- | ------- | ------- |
| 1    | Joël Chenal       | Francia | 2:12,06 |
| 2    | Jeff Piccard      | Francia | 2:13,42 |
| 3    | Frédéric Covili   | Francia | 2:14,36 |
| 4    | Patrice Manuel    | Francia | 2:14,38 |
| 5    | Nicolas Zoll      | Francia | 2:14,47 |
| 6    | Jean-Pierre Vidal | Francia | 2:14,49 |
| 7    | Kévin Page        | Francia | 2:14,55 |
| 8    | Jérôme Baptendier | Francia | 2:14,89 |
| 9    | Gregory Guignier  | Francia | 2:15,05 |
| 10   | Sébastien Amiez   | Francia | 2:15,05 |

Data: 21 marzo

#### Slalom speciale
| Pos. | Atleta            | Nazione | Tempo   |
| ---- | ----------------- | ------- | ------- |
| 1    | Richard Gravier   | Francia | 1:28,43 |
| 2    | Yves Dimier       | Francia | 1:28,55 |
| 3    | Joël Chenal       | Francia | 1:29,00 |
| 4    | François Simond   | Francia | 1:29,05 |
| 5    | Pierre Violon     | Francia | 1:29,74 |
| 6    | Jean-Pierre Vidal | Francia | 1:29,96 |
| 7    | Éric Rolland      | Francia | 1:29,99 |
| 8    | Romain Valla      | Francia | 1:30,07 |
| 9    | Jérôme Schandené  | Francia | 1:31,46 |
| 10   | Julien Lizeroux   | Francia | 1:32,12 |

Data: 22 marzo

#### Combinata
| Pos. | Atleta          | Nazione |
| ---- | --------------- | ------- |
| 1    | François Simond | Francia |
| 2    | ?               | ?       |
| 3    | ?               | ?       |

### Donne

#### Discesa libera
| Pos. | Atleta             | Nazione | Tempo   |
| ---- | ------------------ | ------- | ------- |
| 1    | Florence Masnada   | Francia | 1:18,23 |
| 2    | Mélanie Suchet     | Francia | 1:18,69 |
| 3    | Régine Cavagnoud   | Francia | 1:18,75 |
| 4    | Carole Montillet   | Francia | 1:19,50 |
| 5    | Leatitia Dalloz    | Francia | 1:19,75 |
| 6    | Ingrid Jacquemod   | Francia | 1:20,08 |
| 7    | Nathalie Robert    | Francia | 1:20,09 |
| 8    | Daniela Ceccarelli | Italia  | 1:20,42 |
| 9    | Sabine Fraise      | Francia | 1:20,45 |
| 10   | Ylvie Runggaldier  | Italia  | 1:20,98 |

Data: 18 marzo

#### Supergigante
| Pos. | Atleta             | Nazione | Tempo   |
| ---- | ------------------ | ------- | ------- |
| 1    | Carole Montillet   | Francia | 1:24,21 |
| 2    | Régine Cavagnoud   | Francia | 1:24,22 |
| 3    | Leatitia Dalloz    | Francia | 1:24,94 |
| 4    | Daniela Ceccarelli | Italia  | 1:25,11 |
| 5    | Florence Masnada   | Francia | 1:25,36 |
| 6    | Nathalie Robert    | Francia | 1:25,59 |
| 7    | Ingrid Jacquemod   | Francia | 1:25,61 |
| 8    | Romina Dei Cas     | Italia  | 1:26,25 |
| 9    | Elena Tagliabue    | Italia  | 1:26,49 |
| 10   | Ylvie Runggaldier  | Italia  | 1:26,52 |

Data: 20 marzo

#### Slalom gigante
| Pos. | Atleta                   | Nazione | Tempo   |
| ---- | ------------------------ | ------- | ------- |
| 1    | Leïla Piccard            | Francia | 2:18,36 |
| 2    | Régine Cavagnoud         | Francia | 2:19,06 |
| 3    | Florence Masnada         | Francia | 2:19,14 |
| 4    | Sophie Lefranc-Duvillard | Francia | 2:19,63 |
| 5    | Ingrid Jacquemod         | Francia | 2:19,72 |
| 6    | Kristina Duvillard       | Francia | 2:20,21 |
| 7    | Leatitia Dalloz          | Francia | 2:20,24 |
| 8    | Isabelle Sourd           | Francia | 2:20,41 |
| 9    | Delphine Rayne           | Francia | 2:21,30 |
| 10   | Carole Viallet           | Francia | 2:22,12 |

Data: 22 marzo

#### Slalom speciale
| Pos. | Atleta           | Nazione | Tempo   |
| ---- | ---------------- | ------- | ------- |
| 1    | Laure Pequegnot  | Francia | 1:22,10 |
| 2    | Patricia Chauvet | Francia | 1:22,73 |
| 3    | Leïla Piccard    | Francia | 1:22,79 |
| 4    | Isabelle Sourd   | Francia | 1:22,84 |
| 5    | Vanessa Vidal    | Francia | 1:23,01 |
| 6    | Vicky Grau       | Andorra | 1:23,44 |
| 7    | Florence Masnada | Francia | 1:23,48 |
| 8    | Christel Pascal  | Francia | 1:23,83 |
| 9    | Céline Dole      | Francia | 1:24,35 |
| 10   | Ingrid Jacquemod | Francia | 1:24,68 |

Data: 21 marzo

#### Combinata
| Pos. | Atleta           | Nazione |
| ---- | ---------------- | ------- |
| 1    | Florence Masnada | Francia |
| 2    | ?                | ?       |
| 3    | ?                | ?       |